# Emily Bett Rickards

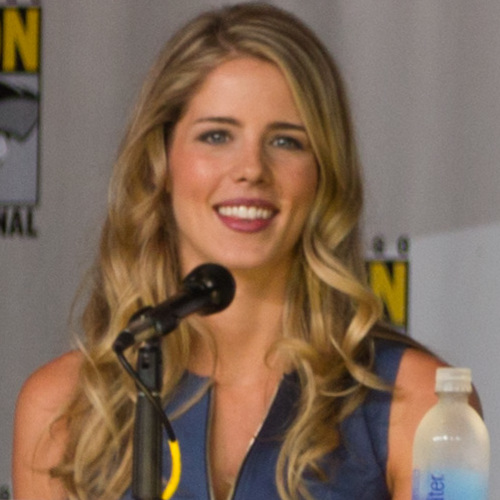
Emily Bett Rickards podczas Comic-Con 2013.

Emily Bett Rickards (ur. 24 lipca 1991 w Vancouver) – kanadyjska aktorka, która grała m.in. rolę Felicity Smoak w serialu Arrow, oraz w powiązanych serialach: Flash, Supergirl oraz DC’s Legends of Tomorrow.

## Życiorys

### Wczesne lata
Emily wychowywała się w Vancouver. Jej mamą jest Diane Greig - psychoterapeutka i hipnoterapeutka. Jako dziecko uczęszczała do teatru muzycznego, gdzie uczyła się śpiewu i tańca. Dzięki wcześniejszemu ukończeniu szkoły średniej, rozpoczęła naukę aktorstwa w Vancouver Film School, gdzie ukończyła program Acting Essentials (Podstawy aktorstwa). Po ukończeniu nauki, wzięła udział w tzw. otwartym castingu, na którym pozyskała swojego pierwszego menadżera. Uczęszczała również do szkoły wokalnej Alida Vocal Studio w Vancouver.

### Kariera
W 2008 roku wystąpiła w teledysku zespołu Nickelback do utworu "Never Gonna Be Alone". Po niewielkich rolach w filmach: "Flicka 3: Najlepsi przyjaciele", "Random Acts of Romance" oraz "Bacon and Eggs", otrzymała angaż do serialu "Soldiers of the Apocalypse", w którym wystąpiła w 8 odcinkach. W 2012 roku została obsadzona jako Felicity Smoak w serialu Arrow. Początkowo Rickards została zakontraktowana na jeden odcinek, jednak po przedstawieniu nakręconego materiału producentowi, oraz dzięki wielu pochwałom Stephena Amella, który wciela się w tytułowego bohatera, aktorka została drugoplanową postacią w pierwszym sezonie serialu. Od drugiego sezonu Emily należy do głównej obsady serialu Arrow. Jako Felicity Smoak, aktorka pojawia się gościnnie w innych połączonych ze sobą fabułą serialach stacji The CW: Flash, Supergirl oraz DC’s Legends of Tomorrow.
W 2015 roku zagrała u boku Saoirse Ronan, Julie Walters i Domhnalla Gleesona w melodramacie Brooklyn. Film uzyskał nominacje do Oscarów i Satelitów oraz uzyskał nagrodę BAFTA dla najlepszego brytyjskiego filmu. W latach 2015–2017 użyczała swojego głosu w produkcjach: Vixen, Axis oraz Vixen: The Movie. W 2018 roku zagrała w filmie Funny Story.

## Życie prywatne
Rickards w 2017 roku, wraz z Travisem Atreo, nagrała cover utworu "Sunday Morning" z repertuaru zespołu Maroon 5.

## Filmografia
| Rok       | Typ                  | Tytuł                          | Rola                       |
| --------- | -------------------- | ------------------------------ | -------------------------- |
| 2012      | Film                 | Flicka 3: Najlepsi przyjaciele | Mary Malone                |
| 2012      | Film                 | Random Acts of Romance         | Młoda żona                 |
| 2012      | Film krótkometrażowy | Bacon and Eggs                 | Dite                       |
| 2012-2020 | Serial               | Arrow                          | Felicity Smoak / Overwatch |
| 2013      | Serial               | Arrow: Blood Rush              | Felicity Smoak             |
| 2013      | Serial               | Soldiers of the Apocalypse     | Fourty                     |
| 2013      | Film TV              | Historia Chrisa Porco          | Lauren Phillps             |
| 2014      | Film                 | Anioły i kowbojki: Lato Dakoty | Kristen Rose               |
| 2014-2017 | Serial               | Flash                          | Felicity Smoak             |
| 2015      | Film                 | Brooklyn                       | Patty                      |
| 2015      | Film krótkometrażowy | Normal Doors                   | Meg                        |
| 2015-2016 | Serial               | Vixen                          | Felicity Smoak (głos)      |
| 2016      | Serial               | Paranormal Solutions Inc.      | Genevieve Kreme            |
| 2016-2017 | Serial               | Legends of Tomorrow            | Felicity Smoak             |
| 2016      | Film krótkometrażowy | Sidekick                       | Emma / Księżniczka         |
| 2017      | Film                 | Axis                           | Caitlin (głos)             |
| 2017      | Serial               | Vixen: The Movie               | Felicity Smoak (głos)      |
| 2017      | Serial               | Supergirl                      | Felicity Smoak             |
| 2018      | Film krótkometrażowy | Funny Story                    | Kim                        |

- Informacje pobrane z Internet Movie Database[10]